# Derek Twigg
John Derek Twigg (né le 9 juillet 1959) est un homme politique du parti travailliste britannique qui est député pour Halton dans le Cheshire depuis 1997.

## Jeunesse
Twigg fréquente le lycée de Bankfield (maintenant l'Académie d'Ormiston Chadwick) à Widnes et ensuite le Halton College of More Education (maintenant Riverside College). À l'âge de 16 ans, il rejoint la fonction publique et travaille pour le ministère de l'Emploi (à Runcorn) pendant les 19 années suivantes.
À 18 ans, Twigg devient secrétaire de la section de l'Association des services civils et publics (qui fait maintenant partie du Syndicat des services publics et commerciaux) avant de rejoindre le Parti travailliste en 1979. Il est élu au conseil du comté de Cheshire à l'âge de 21 ans, en tant que conseiller du comté jusqu'en 1985. En 1983, il est élu au conseil de Halton. Entre 1996 et 1997, il travaille également comme consultant politique.

## Carrière parlementaire
Aux élections générales de 1997, Twigg succède à Gordon Oakes comme député de la circonscription de Halton. Il prononce son premier discours à la Chambre des communes le 10 juin 1997. Il est nommé secrétaire parlementaire privé d'Helen Liddell, puis de Stephen Byers, avant d'être whip du gouvernement de juin 2002 à 2004.
En décembre 2004, Twigg est nommé sous-secrétaire d'État parlementaire au ministère de l'Éducation et des Compétences. Le 1er mai 2005, il est hué et raillé alors qu'il défend les classements des écoles lors de la conférence annuelle de l'Association nationale des directeurs d'école. Après les élections générales de mai 2005, il devient sous-secrétaire d'État au ministère des Transports.
En septembre 2006, Twigg est nommé sous-secrétaire d'État et ministre des Anciens combattants au ministère de la Défense . En octobre 2008, il est remplacé à ce poste et, refusant l'offre d'un autre poste ministériel, revient sur les bancs arrières.
En 2013, il fait partie des rares députés travaillistes à voter contre le projet de loi sur le mariage (couples de même sexe), qui a finalement été adopté avec le soutien de plusieurs partis.

## Vie privée
Twigg épouse Mary Cassidy en janvier 1988 à Widnes. ils ont un fils et une fille.
L'épouse de Twigg décède le 26 novembre 2019 ; cela l'a amené à abandonner sa campagne électorale et à permettre à son parti de circonscription de la diriger en son nom.